# Theridiosoma kikuyu
Espèce
Theridiosoma kikuyu est une espèce d'araignées aranéomorphes de la famille des Theridiosomatidae.

## Distribution
Cette espèce est endémique du Kenya.

## Description
La femelle holotype mesure 1,43 mm.

## Publication originale
- Brignoli, 1979 : Un nuovo Theridiosoma del Kenya (Araneae, Theridiosomatidae). Revue Suisse de Zoologie, vol. 86, p. 485-489 (texte intégral).